# Das Delta der Venus
Das Delta der Venus ist der Titel eines erotischen Prosabandes von Anaïs Nin. Das Buch, dessen Titel eine Anspielung auf die Dreiecksform der weiblichen Scham ist, enthält 15 in den 1940er Jahren geschriebene  Kurzgeschichten, in denen es um Sex, Lust und Leidenschaft geht.

## Entstehungsgeschichte
1940 musste der Schriftsteller Henry Miller aus Geldnot das Angebot eines anonymen „Sammlers“ akzeptieren, für einen Dollar pro Seite Erotika zu verfassen. In Folge machte sich auch Millers Freundin und Geliebte Anaïs Nin diese Einkommensquelle zunutze. In ihren Tagebüchern aus jener Zeit ist nachzulesen, mit welchem Unwillen sie sich dieser Bestellungen annahm.
Der Auftraggeber forderte „konzentrieren Sie sich auf den Sex“ und „lassen Sie den poetischen Firlefanz weg“. Nin widerstrebten diese Vorgaben, die sie erfüllen musste. Sie baute bald heimliche Ironie in die Erzählungen ein, um die Sexualität zu karikieren; der Sammler bemerkte es nicht. Letztendlich schrieb sie ihm: „Wir hassen Sie. Das Geschlechtliche verliert alle Macht und Magie, wenn es überdeutlich, übertrieben, mechanisch dargestellt, wenn es zur fixen Idee wird. Es wird stumpfsinnig.“

## Publikationen
Kurz vor ihrem Tod gab die Autorin noch selber ihr Erzählwerk zur Veröffentlichung frei. Die Geschichten wurden 1977 als Sammelband veröffentlicht. 1980 erschien auch eine illustrierte Ausgabe mit Bildern des Fotografen Bob Carlos Clarke.
In Deutschland wurde Das Delta der Venus 1983 mit weiteren als pornographisch und jugendgefährdend angesehenen Buchtiteln beschlagnahmt.
Seit 2002 gibt es eine vollständige deutschsprachige Taschenbuchausgabe. Eine Hörbuch-Ausgabe als ungekürzte Lesung mit Angela Winkler als Sprecherin kam 2006 heraus.
Das Buch wurde 1995 auch von Zalman King mit dem Titel Delta of Venus mit Audie England verfilmt.

## Inhalt
Das Buch besteht aus 15 Einzelgeschichten:
1. Elena
2. Der ungarische Abenteurer
3. Mathilde
4. Das Internat
5. Der Ring
6. Mallorca
7. Künstler und Modelle
8. Lilith
9. Marianne
10. Die verschleierte Frau
11. Der Baske und Bijou
12. Pierre
13. Manuel
14. Linda
15. Marcel

## Kritik
Henry Miller nannte den Band „poetisch und pornographisch, sinnlich und sensibel“; es sei ein „schamlos schönes Buch“. Die New York Times lobte das Werk mit den Worten: „Dies ist das schönste und direkteste Buch, das je von einer Frau geschrieben wurde. Was es zum doppelten Genuss macht, ist seine Sprache: delikat und geschmeidig, direkt und sinnlich.“